# Термінал ЗПГ Штаде
Термінал ЗПГ Штаде –  інфраструктурний об’єкт для імпорту зрідженого природного газу (ЗПГ), що споруджується на північному заході Німеччини.
Німеччина тривалий період віддавала перевагу отриманню трубопровідного природного газу, передусім з Росії, та станом на початок 2020-х років не мала жодного терміналу для імпорту ЗПГ. З початком повномасштабного російського вторгнення до України в лютому 2022 року Німеччина обрала курс на відмову від російських енергоносіїв, що в царині природного газу неможливо було зробити без його отримання у зрідженому вигляді. Як наслідок, протягом 2022-го у Німеччині оголосили про наміри реалізувати 5 – 6 таких проектів (з них три увійшли в дію вже у зимовий сезон 2022/2023), причому у всіх варіантах прийняли рішення на користь плавучого регазифікаційного терміналу, що потребувало набагато менше часу на створення у порівнянні із стаціонарним об’єктом.
Один з терміналів другої черги, що має стати до ладу до зимового сезону 2023/2024, споруджує компанія Hanseatic Energy Hub (HEH). Її учасниками стали бельгійська Fluxys (спеціалізується на транспортуванні природного газу, зокрема, у вигляді ЗПГ), інвестиційна компанія Partners Group, міжнародний хімічний гігант Dow та Buss Group (серед напрямків діяльності є портові послуги та логістика). Як і в більшості зазначених вище проектів, німецька держава (в цьому випадку федеральний уряд та уряд Нижньої Саксонії) взяла участь у фінансуванні, зокрема, шляхом фрахтування плавучої установки зі зберігання та регазифікації.
Термінал вирішили розмістити у нижній течії Ельби дещо західніше від Гамбургу. Тут на південному березі річки знаходиться потужний індустріальний майданчик (хімічні виробництва компанії Dow та інше), що надає можливість використати певну інфраструктуру. В січні 2023-го тут розпочалось спорудження причалу, біля якого буде ошвартована плавуча установка.
Для роботи на терміналі у грецької компанії Dynagas зафрахтували плавучу установку Transgas Force, що має резервуари для зберігання ЗПГ ємністю 174000 м3 та річну потужність з регазифікації у 4 млн тон, що становить біля 5,6 млрд м3 (втім, також можна зустріти характеристику потужності терміналу на рівні 7,5 млрд м3 на рік).
Регазифікована продукція видаватиметься через трубопровід ETL 179.100 завдовжки 2,9 км, який пролягатиме по території хімічного майданчику Dow до станції Bützfleth S2, звідки існує можливість подачі ресурсу у газопровід ETL 46. Пропускна здатність ETL 179.100 становитиме 6,5 млрд м3 на рік.
В 2027-му планується замінити плавчу установку на наземний термінал потужністю 13 млрд м3 на рік.